# Liga ACT 2024
La temporada 2024 de la Liga ACT (conocida como Eusko Label Liga por motivos de patrocinio) es la vigésimo segunda edición de la competición de traineras organizada por la Asociación de Clubes de Traineras. Compiten 12 equipos encuadrados en un único grupo. La temporada regular comenzó el 29 de junio en La Coruña y terminó el 25 de agosto en Guetaria (Guipúzcoa). Posteriormente se disputaron, junto con las dos últimas banderas de la temporada, los play-off para el descenso a la Liga ARC o a la Liga LGT.

## Sistema de competición
La competición consta de tres tipos de regatas:
- Regatas puntuables: computan para la clasificación de la liga y todos los clubes deben participar en ellas.
- Regatas no puntuables: no computan para la clasificación de la liga y los clubes pueden no participar en ellas mediando causa justificada. En la temporada 2024, no hubo ninguna.
- Regatas de play-off: se disputan 2 regatas en la que participan el clasificado en undécimo lugar antes de las dos últimas regatas y dos representantes de la Liga ARC y otros dos de la LGT. El clasificado en último lugar desciende directamente.

En esta edición se disputaron 19 banderas durante la temporada regular y dos regatas de play-off. Todos los integrantes de la Liga ACT disputan las regatas puntuables excepto las 2 que coinciden con el desarrollo de los play-off. En estas dos últimas regatas no participan los siguientes clasificados después de la decimoctava regata: los clasificados en los puestos noveno y décimo; el penúltimo clasificado ya que rema en la tanda de los play-off y el último, que desciende directamente a las ligas ARC o LGT. Por tanto, estas dos últimas banderas solo las disputan los ocho primeros clasificados tras la disputa de las 18 primeras regatas.

## Calendario

### Temporada regular
Las siguientes regatas tuvieron lugar en 2024.
| Orden | Regata                                                                    | Fecha            | Hora  | Localidad       | Provincia  |
| ----- | ------------------------------------------------------------------------- | ---------------- | ----- | --------------- | ---------- |
| 1     | VIII Bandera Ciudad de La Coruña                                          | 29 de junio      | 18:21 | La Coruña       | La Coruña  |
| 2     | III Bandera Concejo de Bueu                                               | 30 de junio      | 12:21 | Bueu            | Pontevedra |
| 3     | XVI Bandera Fabrika                                                       | 6 de julio       | 18:21 | San Sebastián   | Guipúzcoa  |
| 4     | XLI. Bandera Petronor                                                     | 7 de julio       | 12:21 | Ciérvana        | Vizcaya    |
| 5     | XV Bandera de Bilbao                                                      | 13 de julio      | 18:16 | Bilbao          | Vizcaya    |
| 6     | XXIII Bandera Ayuntamiento de Sestao                                      | 14 de julio      | 12:21 | Sestao          | Vizcaya    |
| 7     | II Bandera Barbanza Arosa                                                 | 20 de julio      | 18:21 | Ribeira         | La Coruña  |
| 8     | XXXIV Bandera Concejo de Boiro                                            | 21 de julio      | 12:21 | Boiro           | La Coruña  |
| 9     | XLV Bandera de Guecho - XX Homenaje a Lehendakari J.A. Agirre             | 27 de julio      | 18:21 | Guecho          | Vizcaya    |
| 10    | XXXIX Bandera El Correo-Gran Premio Kutxabank - Ayuntamiento de Lequeitio | 28 de julio      | 12:21 | Lequeitio       | Vizcaya    |
| 11    | XII Bandera CaixaBank                                                     | 3 de agosto      | 18:21 | Castro-Urdiales | Cantabria  |
| 12    | XXXIV Bandera de Orio - XII Bandera Orio Kanpina                          | 4 de julio       | 12:21 | Orio            | Guipúzcoa  |
| 13    | XXXVII Bandera de Fuenterrabía - Gran Premio Mapfre                       | 10 de agosto     | 18:21 | Fuenterrabía    | Guipúzcoa  |
| 14    | I Bandera Adinberri                                                       | 11 de agosto     | 12:21 | Pasajes         | Guipúzcoa  |
| 15    | XLVII Bandera de Zarauz (jornada 1)                                       | 17 de agosto     | 18:21 | Zarauz          | Guipúzcoa  |
| 16    | XLVII Bandera de Zarauz (jornada 2)                                       | 18 de agosto     | 12:21 | Zarauz          | Guipúzcoa  |
| 17    | XL Bandera de Ondárroa - Gran Premio Cikautxo                             | 24 de agosto     | 18:15 | Ondárroa        | Vizcaya    |
| 18    | XV Bandera de Guetaria - Gran Premio Igez Eraikuntzak                     | 25 de agosto     | 12:15 | Guetaria        | Guipúzcoa  |
| 19    | I Bandera Piskin Marinoil                                                 | 14 de septiembre | 18:51 | Bermeo          | Vizcaya    |
| 20    | LIV Bandera El Corte Inglés - Ayuntamiento de Portugalete                 | 15 de septiembre | 12:40 | Portugalete     | Vizcaya    |

### Play-off de ascenso a Liga ACT
| Orden | Regata      | Fecha            | Hora  | Provincia |
| ----- | ----------- | ---------------- | ----- | --------- |
| 1     | Bermeo      | 14 de septiembre | 18:08 | Vizcaya   |
| 2     | Portugalete | 15 de septiembre | 11:59 | Vizcaya   |

## Traineras participantes
| Equipo                     | Nombre de la Trainera | Localidad     | Provincia  |
| -------------------------- | --------------------- | ------------- | ---------- |
| CR Cabo da Cruz            | Cabo da Cruz          | Boiro         | La Coruña  |
| San Pedro-Harri            | Libia                 | San Pedro     | Guipuzcoa  |
| Zierbena-Bahías de Vizcaya | Zierbena              | Ciérvana      | Vizcaya    |
| Bueu-Simei                 | Maruxia               | Bueu          | Pontevedra |
| Kaiku-Berez Galanta        | Bizkaitarra           | Sestao        | Vizcaya    |
| Bermeo Urdaibai            | Bou Bizkaia           | Bermeo        | Vizcaya    |
| Lekittarra-Elecnor         | Lekittarra            | Lequeitio     | Vizcaya    |
| Ondarroa-Kide              | Antiguako ama         | Ondárroa      | Vizcaya    |
| Getaria                    | Esperantza            | Guetaria      | Guipúzcoa  |
| Orio-Orialki               | San Nicolas           | Orio          | Guipúzcoa  |
| Donostiarra-Amenabar       | Torrekua II           | San Sebastián | Guipúzcoa  |
| Orsa Hondarribia           | Ama Guadalupekoa      | Fuenterrabía  | Guipúzcoa  |

### Equipos por provincia
| Provincia  | N. | Equipos |
| ---------- | -- | --- |
| Vizcaya    | 5  | Bermeo Urdaibai-Avia, Kaiku-Berez Galanta, Lekittarra-Elecnor, Ondarroa-Cikautxo, Zierbena-Bahías de Vizcaya |
| Guipúzcoa  | 5  | Donostiarra-Amenabar, Fuenterrabía, Getaria, Orio-Orialki, San Pedro                                         |
| La Coruña  | 1  | Cabo da Cruz                                                                                                 |
| Pontevedra | 1  | Bueu-Simei                                                                                                   |

### Ascensos y descensos
| Pos. | Ascendido de liga LGT 2023 |
| ---- | -------------------------- |
| 1.º  | Bueu-Simei                 |

| Pos. | Descencido a la liga LGT 2024 |
| ---- | ----------------------------- |
| 12.º | Samertolameu                  |

| Pos. | Ascendido de la liga ARC 2023 |
| ---- | ----------------------------- |
| 1.º  | San Pedro                     |

| Pos. | Descendido a liga ARC 2024 |
| ---- | -------------------------- |
| 11.º | Itsasoko Ama               |

     Ascenso después de play-off.
     Descenso directo ordinario.
     Descenso después de play-off.

## Clasificación

### Temporada regular
A continuación se recoge la clasificación en cada una de las regatas disputadas.
Los puntos se reparten entre los doce participantes en cada regata.
| Posición | 1.º | 2.º | 3.º | 4.º | 5.º | 6.º | 7.º | 8.º | 9.º | 10.º | 11.º | 12.º |
| Puntos   | 12  | 11  | 10  | 9   | 8   | 7   | 6   | 5   | 4   | 3    | 2    | 1    |

| Pos. | Club                       | Trainera         | 1 COR | 2 BUE | 3 FAB | 4 PET | 5 BIL | 6 SES | 7 ARO | 8 BOI | 9 GUE | 10 COR | 11 CAX | 12 ORI | 13 HON | 14 ADI | 15 ZA1 | 16 ZA2 | 17 OND | 18 GET | 19 BER | 20 ING | Puntos |
| ---- | -------------------------- | ---------------- | ----- | ----- | ----- | ----- | ----- | ----- | ----- | ----- | ----- | ------ | ------ | ------ | ------ | ------ | ------ | ------ | ------ | ------ | ------ | ------ | ------ |
| 1    | Bermeo Urdaibai            | Bou Bizkaia      | 1     | 1     | 1     | 1     | 2     | 1     | 3     | 1     | 1     | 1      | 1      | 5      | 1      | 1      | 1      | 2      | 5      | 2      | 1      | 1      | 227    |
| 2    | Zierbena-Bahías de Vizcaya | Zierbena         | 4     | 2     | 2     | 3     | 1     | 2     | 1     | 3     | 2     | 4      | 3      | 2      | 4      | 4      | 4      | 7      | 6      | 3      | 2      | 8      | 193    |
| 3    | Donostiarra-Amenabar       | Torrekua II      | 3     | 6     | 6     | 5     | 5     | 5     | 2     | 2     | 4     | 2      | 2      | 7      | 3      | 2      | 2      | 1      | 7      | 1      | 3      | 4      | 188    |
| 4    | Orio-Orialki               | San Nicolas      | 5     | 3     | 4     | 4     | 3     | 4     | 4     | 5     | 3     | 5      | 4      | 10     | 5      | 3      | 6      | 4      | 2      | 4      | 5      | 2      | 175    |
| 5    | Fuenterrabía               | Ama Guadalupekoa | 2     | 5     | 3     | 2     | 4     | 3     | 10    | 4     | 6     | 3      | 6      | 1      | 2      | 7      | 3      | 3      | 10     | 6      | 4      | 3      | 173    |
| 6    | Getaria                    | Esperantza       | 6     | 4     | 7     | 6     | 7     | 8     | 7     | 10    | 5     | 7      | 7      | 3      | 10     | 8      | 5      | 8      | 1      | 8      | 8      | 5      | 130    |
| 7    | Lekittarra-Elecnor         | Lekittarra       | 7     | 9     | 5     | 11    | 9     | 9     | 6     | 9     | 11    | 6      | 5      | 4      | 7      | 9      | 9      | 5      | 4      | 5      | 6      | 7      | 117    |
| 8    | Ondarroa-Kide              | Antiguako ama    | 8     | 7     | 8     | 9     | 8     | 7     | 5     | 6     | 9     | 9      | 10     | 6      | 6      | 11     | 8      | 9      | 3      | 7      | 7      | 6      | 111    |
| 9    | Cabo da Cruz               | Cabo da Cruz     | 10    | 8     | 9     | 7     | 10    | 6     | 8     | 7     | 7     | 10     | 8      | 9      | 9      | 5      | 11     | 6      | 8      | 10     |        |        | 86     |
| 10   | Kaiku-Berez Galanta        | Bizkaitarra      | 9     | 10    | 11    | 8     | 6     | 10    | 9     | 12    | 8     | 8      | 9      | 8      | 8      | 6      | 7      | 10     | 9      | 11     |        |        | 75     |
| 11   | San Pedro                  | Libia            | 11    | 11    | 10    | 10    | 11    | 11    | 11    | 8     | 10    | 12     | 11     | 11     | 12     | 10     | 12     | 12     | 11     | 9      |        |        | 41     |
| 12   | Bueu-Simei                 | Maruxia          | 12    | 12    | 12    | 12    | 12    | 12    | 12    | 11    | 12    | 11     | 12     | 12     | 11     | 12     | 10     | 11     | 11     | 12     |        |        | 24     |

| Color     | Resultado                        |
| --------- | -------------------------------- |
| Oro       | Ganador                          |
| Plata     | Segundo                          |
| Bronce    | Tercero                          |
| Verde     | Puntuó                           |
| Negro     | DSQ - Descalificado              |
| Blanco    | C - Regata cancelada             |
| Sin color | DNP - Inscrito pero no participó |

### Play-off de ascenso a Liga ACT
Los puntos se reparten entre los cinco participantes en cada regata.
| Posición | 1.º | 2.º | 3.º | 4.º | 5.º |
| Puntos   | 5   | 4   | 3   | 2   | 1   |

| Pos. | Club                   | Trainera              | 1 BER | 2 POR | Puntos |
| ---- | ---------------------- | --------------------- | ----- | ----- | ------ |
| 1    | San Juan               | San Juan              | 2     | 1     | 9      |
| 2    | Ares                   | Santa Olalla de Lubre | 1     | 2     | 9      |
| 3    | Itsasoko Ama Santurtzi | Itsasoko Ama          | 3     | 3     | 3      |
| 4    | San Pedro              | Libia                 | 4     | 4     | 4      |
| 5    | Chapela-Wofco          | Arealonga             | 5     | 5     | 2      |